# Karol Malsburg
Karol Malsburg (ur. 31 lipca 1856 w Czernichówce na Podolu, zm. 31 grudnia 1942 we Lwowie) – polski zootechnik, doktor agronomii, profesor hodowli zwierząt użytkowych. 

## Życiorys
Profesor zwyczajny w katedrze Hodowli Zwierząt Akademii Rolniczej w Dublanach (1905–1918). W latach 1918–1919 profesor i jeden z organizatorów Wydziału Rolniczo-Leśnego Uniwersytetu Poznańskiego. Dziekan Wydziału Rolniczo-Lasowego Politechniki Lwowskiej w latach 1920–1921. Był współzałożycielem (w 1922) Polskiego Towarzystwa Zootechnicznego. W 1930 przeszedł w stan spoczynku.
Jako jeden z pierwszych w Polsce stosował na szeroką skalę biologiczne metody hodowlane, wielokrotnie reprezentował naukę polską w zagranicznych zootechnicznych ośrodkach badawczych.
Profesor honorowy Politechniki Lwowskiej. 
Pochowany na Cmentarzu Łyczakowskim we Lwowie.

## Ordery i odznaczenia
- Krzyż Komandorski Orderu Odrodzenia Polski (27 listopada 1929)[1]
- Złoty Krzyż Zasługi (11 listopada 1936)[2]